# ケンタウルスオオカブト属
ケンタウルスオオカブト属 (ケンタウルスオオカブトぞく、Augosoma Burmeister, 1841 ）は、昆虫綱コウチュウ目（鞘翅目）コガネムシ科カブトムシ亜科カブトムシ族に分類される属。アフリカ大陸中西部に生息している。
アフリカオオカブト属とも呼称される。

## 特徴
大型のカブトムシ族 Dynastiny としては唯一、アフリカ大陸に生息するグループである。かつてはケンタウルスオオカブト A. centaurus  1種のみが知られていたが、後に2種目のニセケンタウルスオオカブト A. hippocrates  が記録された。
カブトムシ亜科の仲間はアジアやアメリカの熱帯地方に大型種が多く、アフリカにはケンタウルスオオカブト属以外に大型種は生息していないが、海野和男はその理由について、アフリカ大陸では体長100 mmを超す巨大種であるゴライアスオオツノハナムグリを始めとした巨大ハナムグリ類が繁栄しており、彼らがニッチを優占しているため、カブトムシ類が繁栄できなかったという可能性や、大型カブトムシ類は起源が新しいグループであり、その発祥はアフリカではあるが、比較的近年になってアジアやアメリカで熱帯雨林が繁茂するに伴って進化していったグループであるという可能性を指摘している。ケンタウルスオオカブト属のように胸角が1本で、かつ発達しているグループには熱帯アジアのヒメカブト属 Xylotrupes や、アメリカ大陸のオオカブト属 Dynastes がいるが、海野和男はこの3属の形状がそれぞれに通っていることを指摘し、太古にこれら3属の共通の祖先がアフリカ大陸に生息していたという仮説を提唱している。
体長は前種で40 - 90 mm、後種で40 - 70 mmとなり、体色は赤褐色で、光沢がある。頭角には1本の、胸角には基部に左右1対の突起がある。胸角は先が分かれており、頭角より長くなることもある。メスは他のカブトムシと同様に角は無い。他の大型のカブトムシと同様に、背面の胸部と腹部の間は、捕食者や天敵に襲われた際の武器となり、ここに指などを挟まれると出血する恐れもある。脚部の棘も、身体の割に長く鋭い。
幼虫は頭部の赤みが強い。

## 生態
アフリカ中央部の熱帯雨林帯に生息する。成虫は樹液や、ムチと呼ばれる樹にやってきて、その汁を吸う。多くのカブトムシと同様に夜行性ではあるが、昼間でも活動する。成虫の発生シーズンは雨期となる。
幼虫は朽ち木などの腐朽木や、その下の土壌を食べて成長する。

## 人間との関わり
生息地がアフリカという事もあり、他のアフリカ産のクワガタムシに比べて、日本に輸入されることは少ない。
成虫の寿命は短く数ヶ月程で、このため本属の飼育は容易ではないとされ、それ故に同じくアフリカに生息しているが、半年から1年近く生きるタランドゥスオオツヤクワガタ等と比べても、輸入されない要因となっている。
現地ではココヤシなどヤシ類の害虫となっている一方、地域によっては食用として養殖も行われているという。生息域内では良好な森林さえあれば普通に見られるカブトムシであるが、アフリカは熱帯地方の中でも森林が少ない大陸であり、また人口増加による森林破壊もあって、生息域は狭まりつつある。

## 種
ケンタウルスオオカブト Augosoma centaurus (Fabricius, 1775)  - Centaurus beetle
アフリカカブトムシとも呼ばれる。西アフリカ、中央アフリカに生息する。分布区域はアフリカ中央部からナイジェリア付近までの広域にわたり、これはアフリカにおける熱帯雨林の分布域と重複する。
角を除いた体長は40 - 60 mm、角を含めると40 - 85 mm。むし社の調査によれば、人工飼育下で確認されているオスの最長個体は99.6 mmである。オスの角は大型個体で特によく発達し、頭角と胸角がほぼ同じ長さになる。体色は赤褐色から黒褐色で、前翅の表面は平滑で光沢に富む。胸部の後縁と前翅の前縁はナイフのように鋭く、人間に掴まれるとこの部分でその指を挟むことがあり、挟まれた人間は指から出血することもある。成虫は雨季に出現する。現地では同じくアフリカに生息するタランドゥスオオツヤクワガタと闘争している姿が観察されている。
治安が比較的安定しており、採集環境の整ったカメルーン産のものがよく見られる。名の由来は、ギリシャ神話のケンタウルスからで、大型個体の胸角は、近い形状の他国のカブトムシのヒメカブトや、ヘラクレスオオカブトに比べてやや斜め上に伸びるようにも見える為、その形態から半人半馬のケンタウルスに見立てたとも云われる。

ニセケンタウルスオオカブト Augosoma hippocrates Milani, 1995
ガボンオオカブトとも呼称される。
ガボンに生息しており、体長はケンタウルスと比べてやや小さく7cm程度で、角もケンタウルスオオカブトよりはやや短い。名前の由来は同じくギリシア絡みで、哲学者のヒポクラテスから。ケンタウロス以上に日本に入ってくることが無いので、珍種扱いにされる。